# Brachypalpoides
Genre
Brachypalpoides est un genre d'insectes diptères de la famille des Syrphidae, de la sous-famille des Eristalinae.

## Liste d'espèces
- Brachypalpoides flavifacies (Shiraki, 1930)
- Brachypalpoides lentus (Meigen, 1822)
- Brachypalpoides simplex (Shiraki, 1930)